# Eddie, a sas
Eddie, a sas (angolul: Eddie the eagle) 2016-ban bemutatott angol-amerikai-német vígjáték, életrajzi, sport és drámai film. Rendezője Dexter Fletcher, főszereplője Taron Egerton, mint Eddie "A Sas" Edwards, legendás brit síelő alakítója. Edwards volt 1929 óta az első brit síugró, és 1988-ban az első versenyzőként képviselte Nagy-Britanniát a calgaryi téli olimpián. A film főbb szereplői közé tartozik Hugh Jackman is. 
Világpremierje a 2016-os Sundance filmfesztiválon volt, 2016. január 26-án. A 20th Century Fox adta ki az Egyesült Államokban 2016. február 26-án, valamint a Lionsgate az Egyesült Királyságban 2016. március 28-án.

## Cselekmény
|  | Alább a cselekmény részletei következnek! |

1973-ban a tízéves Eddie Edwards álma az olimpiai dicsőség. Gyakorol több különböző olimpiai rendezvényre, eredménytelenül. Az anyja feltétel nélkül támogatja, míg az apja folyamatosan visszatartja őt. Mint egy fiatal tini, ő is feladja az álmát, hogy részt vegyen a nyári játékokon, de megpróbálkozik a síeléssel a téli játékokon. Bár sikeres a sportban, a brit olimpiai tisztviselők faragatlanul elutasítják. Úgy dönt, hogy síugrásban fog indulni – az Egyesült Királyságot több mint hat évtizeden át nem képviselte egyetlen síugró sem a téli olimpián –, ezért elutazik a németországi Garmisch-Partenkirchenben kialakított kiképzőlétesítménybe. A tapasztalt ugrók, különösen a norvég csapat, belekötnek az újonc titánba.
Magától kezd el edzeni, és neki is lát a 15 méteres sáncnak. Ez sikerül is neki, majd megpróbálja a 40 méteres ugrást, de elrontja, és megsérül. A pálya italozó hókotrósa, Bronson Peary (Hugh Jackman) is azt mondja neki, hogy adja fel, de Eddie kitartó, és minden áron ki akar jutni az 1988-as téli olimpiára. Pearyről hamarosan kiderül, hogy korábban amerikai síugró bajnok volt, akit a húszas éveiben, viselkedési problémái miatt kirúgott Warren Sharp (Christopher Walken) – ezt Eddie  a közeli kocsma tulajdonosától, Petrától (Iris Berben) tudja meg, ahol alszik és munkát vállalt a szállásért cserébe. Mivel már kevés idő van az 1988-as téli olimpiáig (melynek helyszíne a kanadai Calgary), Bronson szokatlan módszerekkel tanítja Eddie-t, aki sikeresen teljesíti a 40 méteres sáncot.
Ahhoz, hogy a Brit Olimpiai Szövetség síugrásban őt nevezze az olimpiára, meg kell ugrania a 70 méteres sáncot is. 38 méteres ugrásával új angol rekordot állít be, és meghívót kap a brit olimpiai csapatba is, a tisztviselők azonban – annak érdekében, hogy visszatartsák –, úgy döntenek, hogy változtatnak a szabályon, és közlik vele, hogy csak akkor kvalifikálhatja magát az olimpiára, ha legalább 61 méteres ugrást mutat be. Eddie kedvét így sem tudják elvenni, folytatja, és végül teljesíti is a megadott távolságot. Ez sem megy egyszerűen: több egymást követő versenyen nem éri el ezt a távot, majd az utolsó lehetőségénél a próbaugrásnál sikerül teljesítenie a 61 métert, de a tényleges ugrásán elesik, ezért érvénytelenként jelölik meg azt. Eddie le van sújtva, s elhatározza, hogy hazamegy kőműves apjához vakolni, de kap egy levelet, amelyben az áll, hogy a 61 méteres ugrását beszámítják, és kijutott – olvassa Bronsonnak. Az öreg hókotrós még ekkor is próbálja lebeszélni, ám Eddie rendíthetetlen, és mindenképpen szeretne menni Calgaryba, az 1988-as téli olimpia helyszínére.
Az olimpiai helyszínre érkezve azonnal gúnyolni és provokálni kezdik brit sportolótársai, amiért lemaradt a megnyitó ünnepségről. Annak ellenére, hogy a 70 méteres sáncon utolsó helyezést ér el 60,5 méteres ugrásával, ezzel is új brit rekordot állít be, egyúttal – esetlenséggel párosuló szívósságának köszönhetően – magára vonja a média érdeklődését és elnyeri a közönség szívét; hamarosan megszületik a beceneve is: „Eddie, a sas”. Miután Bronson telefonon keresztül lehordja Eddie-t, hogy nem veszi komolyan a sportot, nyilvánosan bocsánatot kér a sajtótól, amiért bohóckodásával elvonta a figyelmet a nála eredményesebb sportolóktól. Váratlan húzással azt is bejelenti, hogy indulni kíván a 90 méteres sáncugráson, noha ilyen magasságú sáncon még soha nem is gyakorolt, nemhogy teljesítette volna azt. Bronson úgy dönt, elutazik a játékokra, hogy támogassa őt. A végső ugrás előtt Eddie-nek még egy biztató beszélgetésben lesz része a liftben, a bajnokesélyes Matti Nykänen, „a repülő finn”  társaságában, miközben felmennek a sáncra. Amikor rá kerül a sor, Eddie csak nehezen veszi rá magát az ugrásra, de végül csak elindul; földet is ér, ám egy kis ideig szinte a hátán csúszik. A csodával határos módon sikerül felállnia, és újra elkönyvelhetnek egy új brit rekordot – 71,5 métert. Bár ismét utolsóként zárja a versenyt, de a közönséggel együtt a világ minden táján több százmillióan akkor is ujjonganak, hogy ez a srác ilyen kevés idő alatt el tudott jutni ide.
Warren Sharp kibékül Bronson Pearyvel, Edwards nemzeti hősként tér haza. A reptéren a rajongói és a szülei várják, az anyja odarohan és átöleli. Az apja felfedi a pólóját, melyen ez áll: „Én vagyok Eddie apja”.
|  | Itt a vége a cselekmény részletezésének! |

## Szereposztás
| Szerep               | Színész                | Magyar hangja (1. szinkron, 2016) |
| -------------------- | ---------------------- | --------------------------------- |
| Eddie                | Taron Egerton          | Fehér Tibor                       |
| Eddie 10 évesen      | Tom Costello           | Pál Dániel Máté                   |
| Eddie 15 évesen      | Jack Costello          | Ács Balázs                        |
| Bronson Peary        | Hugh Jackman           | László Zsolt                      |
| Warren Sharp         | Christopher Walken     | Barbinek Péter                    |
| Petra                | Iris Berben            | Orosz Anna                        |
| Richmond             | Mark Benton            | Rosta Sándor                      |
| Terry                | Keith Allen            | Besenczi Árpád                    |
| Janette              | Jo Hartley             | Für Anikó                         |
| Carrie               | Ania Sowinski          | Kisfalvi Krisztina                |
| Dustin Target        | Tim McInnerny          | Csankó Zoltán                     |
| Matti Nykänen        | Edvin Endre            | Molnár Levente                    |
| BBC kommentátor      | Jim Broadbent          | Harsányi Gábor                    |
| Zach                 | Daniel Ings            | Czető Roland                      |
| Bjørn, a norvég edző | Rune Temte             | Bordás János                      |
| Erik Moberg          | Mads Sjøgård Pettersen | Előd Álmos                        |
| Idős ugró            | Carlton Bunce          | Csuha Lajos                       |